# 街市的童話
《街市的童話》（英語：Hope For Sale）是香港電視廣播有限公司製作的時裝電視劇，於2001年1月22日至2月16日海外推出，於2004年3月2日至3月29日在無綫劇集台播映，直至2006年9月15日至11月9日才在翡翠台非黃金時段播映。

## 故事大綱
王夏伯（羅嘉良飾）是菜販王二仔（夏雨飾）長子。自中學畢業後，他便一直替父親打理菜檔，所以對菜市場有著一份濃厚的感情。一天，夏伯重遇兒時玩伴蘇由美（伍詠薇飾），她的母親（程可為飾）更在市場內經營花檔。由美一家和二仔本是好友，可惜後來因財反目。夏伯為人戇直，由美為人勢利，兩人頓成鬥氣冤家。不久，由美懷疑男朋友與夏伯的妻子嚴美珠（吳美珩飾）有染，兩人被迫放下家仇，一同查探起來。一探之下，才得悉美珠的外遇原來另有其人。由美的姨姨余蜜雅（劉雅麗飾）是位樂天知命且歌藝了得之人，她的出現緩和了姨甥女與眾街坊之間的氣氛。二仔與蜜雅更暗生愛苗。到後來，夏伯與由美更合作開辦蔬菜批發市場，在朝夕相處下，兩人不但冰釋前嫌，更不知不覺間愛上對方。正當二人感情萌芽之際，美珠竟突然回來。由美不想陷入感情三角中，寧願悄然引退，不過另一邊廂，夏伯的一段身世之謎亦即將爆發......

## 演員表

### 王家
| 演員   | 角色   | 暱稱／關係                                                                   |
| 夏 雨  | 王二仔 | 王夏伯、王冬葛、王秋崎之父 蘇金水之好友，後反目                              |
| 蘇恩磁 |        | 王二仔之亡妻 王夏伯之养母人 王冬葛、王秋崎之母                               |
| 羅嘉良 | 王夏伯 | 菜檔老闆 王二仔之長子 王冬葛、王秋崎之同父异母之兄 嚴美珠之前夫 蘇由美之情人 |
| 吳美珩 | 嚴美珠 | Ada 王夏伯之妻 參見嚴家                                                      |
| 李家聲 | 王冬葛 | 吴芳丽之夫 王二仔之二子 王夏伯同父异母之弟 王秋崎之兄                        |
| 劉曉彤 | 吳芳麗 | 豆腐麗、豆腐西施 王冬葛之妻 王二仔之二媳妇 王秋崎之二嫂                      |
| 吳文忻 | 王秋崎 | 王二仔之女 王夏伯同父异母之妹、王冬葛之妹 莫志強之女友                       |

### 蘇家
| 演員   | 角色   | 暱稱／關係                                                      |
| 顏國樑 | 蘇金水 | 余珊枝之夫 蘇由美之父 王二仔之好友，後反目                      |
| 程可為 | 余珊枝 | 蘇金水之妻 蘇由美之母 余雅蜜之姊                                |
| 伍詠薇 | 蘇由美 | 豬髀、Ruby 蘇金水、余珊枝之女 王夏伯之情人 江煒祺之女友，後分手 |

### 嚴家
| 演員   | 角色   | 暱稱／關係                                            |
| 白 茵  | 苗若紅 | Jade 嚴美珠、陳琪之母                                 |
| 吳美珩 | 嚴美珠 | Ada 苗若紅之女 王夏伯之妻，后离婚 简力宏之妻 陳琪之姊 |
| 陳 琪  |        | 苗若紅之女 嚴美珠之妹                                 |

### 其他演員
| 演員   | 角色         | 暱稱／關係                              |
| 陳國邦 | 莫志強       | 傻強 魚檔老闆 王夏伯之好友 王秋崎之男友 |
| 劉雅麗 | 余雅蜜       | 余珊枝之妹 蘇由美之姨 王二仔之女友      |
| 盧慶輝 | 簡力宏       | Steve 严美珠之继夫 江煒祺之好友         |
| 鄧浩光 | 江煒祺       | Roy 蘇由美之男友，後分手 高启宾之男友   |
| 梁雪湄 | 李娟好       | 好好 茶餐廳收銀員                       |
| 王維德 | 吳大仁       | 茶餐廳伙計                              |
| 車保羅 | 周欣榮       | 茶餐廳伙計                              |
| 秦 煌  | 周庭耀       | 魚檔伙計                                |
| 曾偉明 | 趙炳權       | 叉燒炳 豬肉檔老闆 劉淑英之夫            |
| 呂 珊  | 劉淑英       | 英姑、唱歌英 校車司機 趙炳權之妻        |
| 安德尊 | 戴中南       | 蘇由美、余雅蜜之前男友 欺騙余雅蜜       |
| 簡慕華 | 惠 英        |                                         |
| 黃德斌 | Nelson       |                                         |
| 孫季卿 | 麵檔老闆     |                                         |
| 甘子正 | 火鍋店員     |                                         |
| 李岡龍 | 劉 盞        |                                         |
| 賀文傑 | 記 者        |                                         |
| 黃鳳   | 靚 姑        |                                         |
| 劉桂芳 | 朱師奶       |                                         |
| 凌禮文 | 劍 叔        |                                         |
| 李麗麗 | 張 太        | 小花 王夏伯之生母                       |
| 江 暉  | 侍 應        |                                         |
| 甘子正 | 火鍋店員     |                                         |
| 戴志偉 | 高啟賓       | Ray 江煒祺之男友 蘇由美之好友           |
| 夏竹欣 | 阿 寶        |                                         |
| 王少萍 | 阿 華        |                                         |
| 何啟南 | Victor       | 酒吧老闆 蘇由美之中學同學               |
| 陳狄克 | 老 筍        |                                         |
| 程小龍 | 買手龍       |                                         |
| 楊證樺 | 買手明       |                                         |
| 王煒林 | 買手康       |                                         |
| 華忠男 | 電器舖老闆   |                                         |
| 焦 雄  | 酒舖老闆     |                                         |
| 王俊棠 | 啪 哥        | 台灣黑幫大哥 追求余雅蜜                 |
| 鄭家生 | 財務公司老闆 |                                         |
| 河國榮 | Andrew       | 佳康公司老闆                            |
| 楊 明  | 阿 明        | 茶餐廳伙計                              |
| 古明華 | 青鋒隊教練   |                                         |
| 戴耀明 | 基 仔        |                                         |
| 邱萬城 | Ricky Martin | 交心營營友                              |
| 林佩君 | 交心營主持   |                                         |
| 游 飈  | 交心營營友   |                                         |
| 羅君左 | 葉世康       | 交心營營友                              |
| 林偉雄 | 阿 豆        | 王秋崎男友                              |
| 周 凌  | 琴 姐        |                                         |
| 趙永洪 | 自信心班學生 |                                         |

## 外部連結
- 無綫電視官方網頁 - 街市的童話
- 無綫電視官方網頁(TVBI) - 街市的童話 （页面存档备份，存于）